# Cytherettidae
Cytherettidae is een familie van kreeftachtigen uit de klasse van de Ostracoda (mosselkreeftjes).

## Geslachten
- Bensonia Rossi De Garcia, 1969 †
- Costacythere Gruendel, 1966 †
- Cytheretta Mueller, 1894
- Garciaella Dingle & Honigstein, 1994
- Golcocythere Gruendel, 1968 †
- Grekoffiana Rossi De Garcia, 1969 †
- Lixouria Uliczny, 1969 †
- Loculicytheretta Ruggieri, 1954
- Mandocythere Gruendel, 1964 †
- Protocytheretta Puri, 1958